# Stichodactyla helianthus
Stichodactyla helianthus är en havsanemonart som först beskrevs av John Ellis 1768.  Stichodactyla helianthus ingår i släktet Stichodactyla och familjen Stichodactylidae. Inga underarter finns listade i Catalogue of Life.